# Leif Forstenberg
Leif Ivar Bertil Forstenberg, född 25 november 1932 i Lund, död 19 november 2002 i Skivarp, Skåne, var en svensk skådespelare.

## Filmografi
- 1960 – Jungfrukällan
- 1963 – Tystnaden
- 1971 – Badjävlar
- 1974 – De tre från Haparanda (TV-serie)
- 1974 – Storgubbarnas bestämmelse
- 1978 – Bomsalva
- 1978 – Bevisbördan (TV-serie)
- 1987 – Allt ljus på mig!
- 1988 – Nya tider
- 1990 – Hjälten
- 1990 – Goda människor
- 1991 – Den goda viljan (TV-serie)
- 1992 – Kvällspressen (TV-serie)
- 1993 – Drömmen om Rita
- 1994 – Snutarna (TV-serie)
- 1995 – Mördare utan ansikte (TV-serie)
- 1996 – Polisen och pyromanen (TV-serie)
- 1997 – En doft av paradiset
- 1999 – Offer och gärningsmän (TV-serie)
- 1999 – Browalls (TV-serie)
- 1999 – Där regnbågen slutar

## Teater

### Roller (ej komplett)
| År   | Roll                                | Produktion | Regi                 | Teater                   |
| ---- | ----------------------------------- | --- | -------------------- | ------------------------ |
| 1956 |                                     | Trojanska kriget blir inte av (La Guèrre de Troie n'aura pas lieu) Jean Giraudoux                                                                 | Lars-Levi Laestadius | Malmö stadsteater        |
| 1957 | Häxan                               | Peer Gynt Henrik Ibsen | Ingmar Bergman       | Malmö stadsteater        |
| 1957 | Officeren                           | Misantropen (Le misanthrope) Molière | Ingmar Bergman       | Malmö stadsteater        |
| 1964 | Ahmed                               | Skärmarna (Les Paravents) Jean Genet | Per Verner-Carlsson  | Stockholms stadsteater   |
| 1965 | Fånge 14                            | Buren (The Brig) Kenneth Brown | Sten Lonnert         | Stockholms stadsteater   |
| 1986 | Lumpifax                            | De båda sömngångarna eller Det nödvändiga och det överflödiga (Die beiden Nachtwandlern, oder das Notwendige und das Überflüssige) Johann Nestroy | Hans Polster         | Helsingborgs stadsteater |
| 1988 | Domaren                             | Farsen om advokaten Pathelin (La Farce de maître Pierre Pathelin)                                                                                 | Jan Nielsen          | Helsingborgs stadsteater |
| 1989 | Nils Bill Biggles, Dragoljud Dragan | Sagan om den sönderslitna dockan (El circulito de tiza o Historia de una muñeca abandonada) Alfonso Sastre                                        | Hans Polster         | Helsingborgs stadsteater |